# 大俠梅花鹿
《大俠梅花鹿》為台灣於1961年製作，依據世界童話故事為基礎，再進行改編的台語片，由張英導演。公視於2020年推出新創電影《4X相識》系列短片，其中一部《隨片登台》即是描述該片拍攝過程的電影。

## 概述
全片於台北市北投區取景，費時一個月，耗資約40萬台幣（當時）。搭配仿傚動物的貼身服飾，製作出真人詮釋的童話故事，也是台語片影史上的頭一遭。
根據飾演女主角鹿小姐的白虹後來回憶，當年梅雨季在北投山區拍攝本片時，劇組為了趁天晴拍攝，必須特別早起。而每個演員分配到的「天然禽獸裝」每人只有一件，每天都得清洗晾乾後隔天再繼續穿著上戲，成為十分克難的拍戲經驗。
本片拷貝在發現後，於2007年6月29日在「台北電影節」活動中，於西門町電影公園以露天方式重映，因為本身的懷舊台語片背景，加上劇情題材以現今眼光而言反而出現另類新意，而意外成為注目話題。本片並於2009年4月，由電影資料館正式授權發行DVD上市。
2015年6月至8月期間，本片與其他五部台灣電影《彩雲飛》（1973，鄧光榮、甄珍主演）、《春寒》（1979，鳳飛飛、梁修身、劉尚謙主演）、《龍門客棧》（1967，石雋、上官靈鳳主演）、《三鳳震武林》（1968，楊麗花主演）、《回來安平港》（1972，楊麗花、魏少朋主演）於國家電影中心的「2015看見台灣經典影展」活動中再度重映，並以數位修復後的全新拷貝放映。

## 劇情簡介
|                    | 天然景禽獸裝台語童話故事片 |
| ——引自電影海報標題 |                            |

森林中小動物們快樂地唱歌，忽然狼群來襲，鹿伯伯趕來搭救，並要小鳥跟兒子梅花鹿報訊。梅花鹿與大角鹿為爭奪鹿小姐，打得難分難解。待梅花鹿趕到時鹿伯伯已傷重不治，臨死前要兒子報仇。
狐狸精因嫉妒鹿小姐，就聯合大角鹿欺騙鹿小姐說梅花鹿已死，幸而小鳥帶來梅花鹿的消息，狐狸精的詭計被識破，遭到山羊公公驅逐，狐狸精遂離去。路上遇到吸血狼，狐狸精為自保，就帶吸血狼來到山羊公公的地盤。山羊公公派孫子小羊看守，怕狼群半夜襲擊，由於小羊謊報狼來了，等狼真正出現時，大夥以為又是小羊說謊，等小羊被抓，大夥才合力對抗狼群。
吸血狼受傷後騙鹿小姐說自己是被狐狸精及大角鹿所傷，鹿小姐遂幫助吸血狼逃走，不到半路，吸血狼漸露本性，不知恩圖報，反要吃掉鹿小姐，幸好梅花鹿跟山羊公公等趕到，一場混戰中，吸血狼被擒拿，並被梅花鹿帶至其父墳前報冤仇，森林終於恢復平靜。

## 人物角色
| 角色名稱 | 演員   | 備註                                                                  |
| -------- | ------ | --------------------------------------------------------------------- |
| 梅花鹿   | 龍松   | 後改藝名為凌雲，到香港邵氏發展                                        |
| 鹿小姐   | 白虹   | 本名王寶蓮，1950-60年代知名台語片女演員，後與導演張英結婚，但之後離異 |
| 狐狸精   | 林琳   |                                                                       |
|          | 許玉   |                                                                       |
|          | 歐雲龍 | 後於華視演出多部閩南語劇，已故                                        |
|          | 劉雲龍 |                                                                       |
| 大角鹿   | 李敏郎 |                                                                       |
|          | 楊渭溪 |                                                                       |
|          | 王哥   |                                                                       |
|          | 鮮大王 |                                                                       |
|          | 小龍   |                                                                       |
|          | 周婉芬 |                                                                       |
|          | 簡國欽 |                                                                       |
|          | 陳金水 |                                                                       |
|          | 黃榮吉 |                                                                       |
|          | 郭金益 |                                                                       |
|          | 康華   |                                                                       |

## 其他
- 2010年，悅氏礦泉水再次應用本片之特色（包括動物裝、早期不成熟的影片特效等）製作廣告，再次引起話題[3]。

## 備註
1. ↑  台語片搞Kuso 大俠梅花鹿童話精華版 （页面存档备份，存于），〈自由時報〉
2. ↑  . 公共電視台. 2020-01-14  [2022-04-12]. （原始内容存档于2020-08-11）.
3. ↑  .   [2022-04-02]. （原始内容存档于2022-04-02）.

## 外部連結
- 大俠梅花鹿（The Fantasy of The Deer Warrior），〈台灣電影資料庫〉
- 大俠梅花鹿　電影片段 （页面存档备份，存于），〈國家電影資料館〉
- 開眼電影網上《大俠梅花鹿》的資料（繁體中文）
- 香港影庫上《大俠梅花鹿》的資料（繁體中文）
- 豆瓣电影上《大俠梅花鹿》的資料 （简体中文）
- AllMovie上《大俠梅花鹿》的资料（英文）
- 互联网电影数据库（IMDb）上《大俠梅花鹿》的资料（英文）